# Adrie van Rijsingen
Adrie van Rijsingen (20 augustus 1959) is een voormalig Nederlands voetballer. Hij speelde in het Nederlandse betaalde voetbal bij FC Eindhoven en in België bij KFC Mol.
Later werd Adrie bestuurslid technische zaken bij FC Eindhoven waar hij in 2005 door privé-omstandigheden besloot zijn taken per direct neer te leggen.

## Wedstrijdstatistieken
| Seizoen | Club         | Competitie               | wed. | goals |
| ------- | ------------ | ------------------------ | ---- | ----- |
| 1979/80 | FC Eindhoven | Eerste divisie           | 11   | 5     |
| 1980/81 | FC Eindhoven | Eerste divisie           | 33   | 9     |
| 1981/82 | FC Eindhoven | Eerste divisie           | 31   | 7     |
| 1982/83 | FC Eindhoven | Eerste divisie           | 18   | 8     |
| 1983/84 | FC Eindhoven | Eerste divisie           |      |       |
| 1984/85 | FC Eindhoven | Eerste divisie           |      |       |
| 1985/86 | FC Eindhoven | Eerste divisie           |      |       |
| 1986/87 | KFC Mol      | 4e provinciale Antwerpen |      |       |